# 노르웨이
노르웨이 왕국(보크몰: Kongeriket Norge 콩에리케 노르게[*], 뉘노르스크: Kongeriket Noreg 콩에리케 노레그[*]), 약칭 노르웨이(보크몰: Norge 노르게[*], )는 북유럽 스칸디나비아 나라이다. 수도는 오슬로이며, 공용어는 노르웨이어이다. 주력 산업은 어업, 석유 산업 및 서비스업이며 전세계에서 민주주의 지수가 가장 높으며 취약국가지수에서 최하위에 머물러 있는 청렴 선진국이기도 하다.
노르웨이는 북이라는 뜻의 nor, 길이라는 뜻의 way가 합쳐진 말로, 북극으로 가는 길이라는 뜻이 있다. 스칸디나비아반도의 서쪽 부분, 얀마옌섬, 스발바르 제도, 그리고 부베섬으로 이루어져 있다. 면적은 385,207 km2이며 인구는 약 490만 명 정도이다. 유럽에서 두 번째로 인구 밀도가 작은 나라다. 나라의 대부분이 동쪽의 스웨덴과 국경을 맞대고 있고, 노르웨이의 북쪽 지역은 남쪽은 핀란드, 동쪽은 러시아와 국경을 접하고 있다. 남쪽의 스카게라크 해협의 건너편에는 덴마크가 있다. 수도는 오슬로다. 북극해와 바렌츠해와 접하고 있는 해안선은 피오르로 유명하며, 인구가 많은 도시들이 분포해 있다.
노르웨이는 석유, 천연 가스, 석탄, 목재, 우라늄, 석회석, 유황, 수은 등이 풍부하며, 지형을 이용한 대량의 수력 발전이 이루어지고 있다. 자원 매장량은 엄청나 2011년 기준으로 세계 3위의 천연 가스, 5위의 석유 수출국이기도 하며, 관련 산업이 GDP의 25% 가량을 차지하고 있다. 이러한 자원에 힘입은 노르웨이 국부 펀드는 세계에서 제일 크며, 규모는 현재 한화 650조에 달한다. 세계 주식시장의 1%를 보유하고 있다. 무역은 항상 경상수지 흑자를 기록하고 있으며 2011년 기준으로 흑자 규모는 한국의 2배에 달한다. 석유가 발견되기 전인 1970년에는 스웨덴의 총 경제 규모의 1/3밖에 되지 않았으나 결국 자원에 힘입어 2009년 역사상 처음으로 인구가 2배에 달하는 옛 종주국 스웨덴을 총 경제력마저 추월하였다.
정치적으로 노르웨이는 입헌 군주제이며, 국가 원수는 하랄 5세이다. 노르웨이는 유럽 연합의 회원국은 아니나 가까운 관계를 맺고 있고, 또한 미국의 대표적 우방국 중 하나이다. 노르웨이는 유엔에 경제적으로 가장 크게 공헌하고 있는 나라 중 하나이며, 유엔군에도 참여하여, 특히 아프가니스탄, 코소보, 수단, 리비아 등에 파견되어 임무를 수행하고 있다. 노르웨이는 유엔, NATO, 유럽 평의회, 북유럽 이사회의 창립국 중 하나이며, 유럽 경제 지역, WTO, OECD의 멤버이자 솅겐 협정에 서명한 국가 중 하나이다.
2001년부터 2006년, 그리고 2009년부터 가장 최근의 통계까지 노르웨이는 인간 개발 지수에서 세계 정상을 기록한 대표적 선진국이다. 2010년 기준으로 연간 근로시간은 약 1,400시간으로 주당 27시간 정도이며 세계에서 가장 적게 일하는 국민 중 하나다. 최저임금은 산업마다 다르나 연간 31만 크로네(약 6,100만 원)정도며, 2010년 기준으로 대졸자 초봉 평균은 42만 크로네다.

## 지리

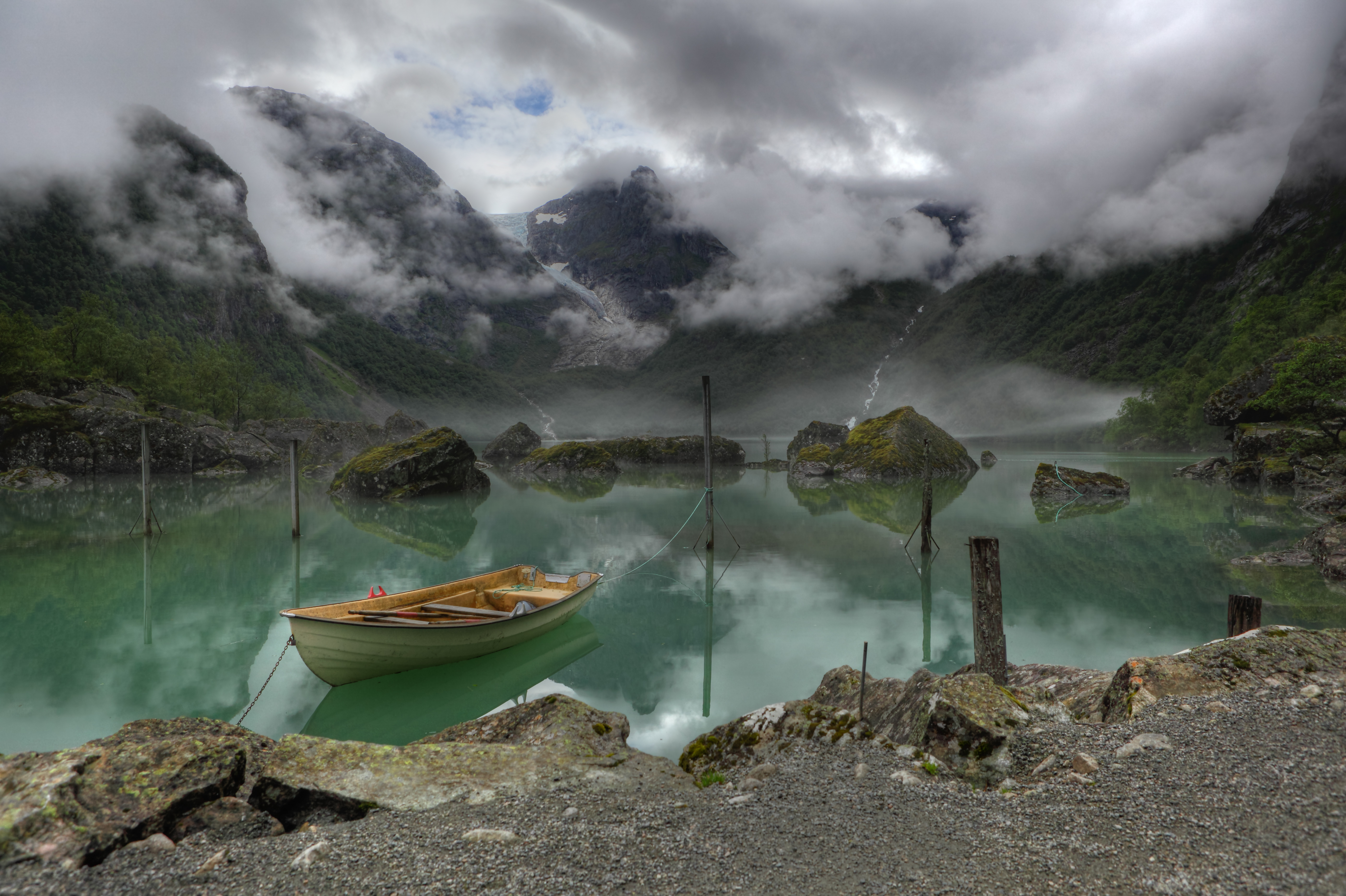
노르웨이의 호수.

노르웨이는 스웨덴과 2,542 km의 국경을 접하며 동쪽으로는 핀란드와 러시아가 있다. 남서쪽으로는 노르웨이해, 북해가 있다. 남쪽 덴마크와의 사이는 스카게라크 해협이라고 부른다. 북쪽에는 로포텐 제도, 베스텔롤렌 제도 등이 있어서 좋은 어장으로 되어 있다.
노르웨이는 남북으로는 약 100 km로 길게 뻗쳐 있으나 동서는 가늘며, 가장 좁은 곳이 몇 m 밖에 안 되는 특이한 모양이다. 국토의 72%는 빙하의 침식을 받은 평탄한 꼭대기를 지닌 산지이다. 삼림이 24%를 차지하며 경지는 매우 적다. 해발 2,000 m 이상에는 만년설이나 빙하가 지금도 남아 있다. 
스칸디나비아산맥은 북부·중부에서는 스웨덴과의 국경으로 되어 있으나, 남부는 노르웨이 안에 펼쳐져 있으며, 이곳이 가장 높고요아정(2,452 m) 폭도 가장 넓다. 곧 요텐헤임(2,452 m), 요스테달스브렌(2,083 m) 및 도브레페르(2,286 m) 등의 산이 있고 빙모(氷帽)와 빙하가 있다. 서해안은 거대한 파도지형이 나타나는데 인근에 5만 개 이상의 섬이 있고 2,500 km 이상이 이에 해당한다. 
노르웨이는 거의 대부분이 상당히 높은 지대여서 자연 경관이 수려하고 선사 시대 이후의 빙하 지형이 남아 있기도 하다. 베르겐의 북쪽에 있는 송네 피오르는 안쪽까지의 길이가 200 km나 되며, 100 km까지도 나비가 몇 킬로미터나 된다. 이 피오르는 양쪽 육지가 가파른 절벽이다.

### 기후
기후는 한대성 기후이며, 12월에는 오후 3시만 되어도 일몰하고 기온은 영하 15℃ 이하이다. 하지만 내륙으로 들어가면 겨울 기온이 떨어지고 강우량이 적다. 눈이 자주 오는 편이며, 북극처럼 백야 현상이 일어나기도 한다. 
난류인 멕시코 만류가 서해안을 따라 북쪽으로 흐르므로, 높은 위도에 비하면 온도가 낮지 않고 강우량이 많다. 예를 들면 남부 서해안의 베르겐은 겨울의 월평균 기온이 1.3∼1.5℃이며, 여름에는 약 15℃ , 위도에 비하여 비가 많이 오는 편이다. 1년 강우량은 1,900 mm에 이른다. 북쪽일수록 강우량은 적어져 북부에서는 연강우량이 400 mm 이하이다.
| Oslo-Blindern (Köppen Dfb) (1961–1990), Norway의 기후    | Oslo-Blindern (Köppen Dfb) (1961–1990), Norway의 기후 | Oslo-Blindern (Köppen Dfb) (1961–1990), Norway의 기후 | Oslo-Blindern (Köppen Dfb) (1961–1990), Norway의 기후 | Oslo-Blindern (Köppen Dfb) (1961–1990), Norway의 기후 | Oslo-Blindern (Köppen Dfb) (1961–1990), Norway의 기후 | Oslo-Blindern (Köppen Dfb) (1961–1990), Norway의 기후 | Oslo-Blindern (Köppen Dfb) (1961–1990), Norway의 기후 | Oslo-Blindern (Köppen Dfb) (1961–1990), Norway의 기후 | Oslo-Blindern (Köppen Dfb) (1961–1990), Norway의 기후 | Oslo-Blindern (Köppen Dfb) (1961–1990), Norway의 기후 | Oslo-Blindern (Köppen Dfb) (1961–1990), Norway의 기후 | Oslo-Blindern (Köppen Dfb) (1961–1990), Norway의 기후 | Oslo-Blindern (Köppen Dfb) (1961–1990), Norway의 기후 |
| 월                                                       | 1월                                                   | 2월                                                   | 3월                                                   | 4월                                                   | 5월                                                   | 6월                                                   | 7월                                                   | 8월                                                   | 9월                                                   | 10월                                                  | 11월                                                  | 12월                                                  | 연간                                                  |
| -------------------------------------------------------- | ----------------------------------------------------- | ----------------------------------------------------- | ----------------------------------------------------- | ----------------------------------------------------- | ----------------------------------------------------- | ----------------------------------------------------- | ----------------------------------------------------- | ----------------------------------------------------- | ----------------------------------------------------- | ----------------------------------------------------- | ----------------------------------------------------- | ----------------------------------------------------- | ----------------------------------------------------- |
| 역대 최고 기온 °C (°F)                                   | 12.5 (54.5)                                           | 12.8 (55.0)                                           | 17.0 (62.6)                                           | 21.8 (71.2)                                           | 27.7 (81.9)                                           | 32.2 (90.0)                                           | 30.5 (86.9)                                           | 34.2 (93.6)                                           | 24.9 (76.8)                                           | 21.0 (69.8)                                           | 14.4 (57.9)                                           | 12.4 (54.3)                                           | 34.2 (93.6)                                           |
| 일평균 최고 기온 °C (°F)                                 | −1.8 (28.8)                                           | −0.9 (30.4)                                           | 3.5 (38.3)                                            | 9.1 (48.4)                                            | 15.8 (60.4)                                           | 20.4 (68.7)                                           | 21.5 (70.7)                                           | 20.1 (68.2)                                           | 15.1 (59.2)                                           | 9.3 (48.7)                                            | 3.2 (37.8)                                            | −0.5 (31.1)                                           | 9.6 (49.2)                                            |
| 일일 평균 기온 °C (°F)                                   | −4.3 (24.3)                                           | −4.0 (24.8)                                           | −0.2 (31.6)                                           | 4.5 (40.1)                                            | 10.8 (51.4)                                           | 15.2 (59.4)                                           | 16.4 (61.5)                                           | 15.2 (59.4)                                           | 10.8 (51.4)                                           | 6.3 (43.3)                                            | 0.7 (33.3)                                            | −3.1 (26.4)                                           | 5.7 (42.2)                                            |
| 일평균 최저 기온 °C (°F)                                 | −6.8 (19.8)                                           | −6.8 (19.8)                                           | −3.3 (26.1)                                           | 0.8 (33.4)                                            | 6.5 (43.7)                                            | 10.6 (51.1)                                           | 12.2 (54.0)                                           | 11.3 (52.3)                                           | 7.5 (45.5)                                            | 3.8 (38.8)                                            | −1.5 (29.3)                                           | −5.6 (21.9)                                           | 2.4 (36.3)                                            |
| 역대 최저 기온 °C (°F)                                   | −24.3 (−11.7)                                         | −24.9 (−12.8)                                         | −20.2 (−4.4)                                          | −9.8 (14.4)                                           | −2.7 (27.1)                                           | 1.4 (34.5)                                            | 5.0 (41.0)                                            | 3.7 (38.7)                                            | −2 (28)                                               | −7.4 (18.7)                                           | −16 (3)                                               | −20.8 (−5.4)                                          | −24.9 (−12.8)                                         |
| 평균 강수량 mm (인치)                                    | 49 (1.9)                                              | 36 (1.4)                                              | 47 (1.9)                                              | 41 (1.6)                                              | 53 (2.1)                                              | 65 (2.6)                                              | 81 (3.2)                                              | 89 (3.5)                                              | 90 (3.5)                                              | 84 (3.3)                                              | 73 (2.9)                                              | 55 (2.2)                                              | 763 (30.1)                                            |
| 평균 강수일수                                            | 6                                                     | 4                                                     | 6                                                     | 5                                                     | 5                                                     | 7                                                     | 7                                                     | 8                                                     | 7                                                     | 8                                                     | 8                                                     | 6                                                     | 77                                                    |
| 평균 월간 일조시간                                       | 40                                                    | 76                                                    | 126                                                   | 178                                                   | 220                                                   | 250                                                   | 246                                                   | 216                                                   | 144                                                   | 86                                                    | 51                                                    | 35                                                    | 1,668                                                 |
| 출처 1: Norwegian Meteorological Institute eklima.met.no |                                                       |                                                       |                                                       |                                                       |                                                       |                                                       |                                                       |                                                       |                                                       |                                                       |                                                       |                                                       |                                                       |
| 출처 2: Met.no (precipitation > 3 mm)                    |                                                       |                                                       |                                                       |                                                       |                                                       |                                                       |                                                       |                                                       |                                                       |                                                       |                                                       |                                                       |                                                       |

| Bergen (Köppen Cfb), 1961–1990의 기후 | Bergen (Köppen Cfb), 1961–1990의 기후 | Bergen (Köppen Cfb), 1961–1990의 기후 | Bergen (Köppen Cfb), 1961–1990의 기후 | Bergen (Köppen Cfb), 1961–1990의 기후 | Bergen (Köppen Cfb), 1961–1990의 기후 | Bergen (Köppen Cfb), 1961–1990의 기후 | Bergen (Köppen Cfb), 1961–1990의 기후 | Bergen (Köppen Cfb), 1961–1990의 기후 | Bergen (Köppen Cfb), 1961–1990의 기후 | Bergen (Köppen Cfb), 1961–1990의 기후 | Bergen (Köppen Cfb), 1961–1990의 기후 | Bergen (Köppen Cfb), 1961–1990의 기후 | Bergen (Köppen Cfb), 1961–1990의 기후 |
| 월 | 1월                                   | 2월                                   | 3월                                   | 4월                                   | 5월                                   | 6월                                   | 7월                                   | 8월                                   | 9월                                   | 10월                                  | 11월                                  | 12월                                  | 연간                                  |
| --- | ------------------------------------- | ------------------------------------- | ------------------------------------- | ------------------------------------- | ------------------------------------- | ------------------------------------- | ------------------------------------- | ------------------------------------- | ------------------------------------- | ------------------------------------- | ------------------------------------- | ------------------------------------- | ------------------------------------- |
| 역대 최고 기온 °C (°F) | 16.9 (62.4)                           | 13.2 (55.8)                           | 17.2 (63.0)                           | 22.5 (72.5)                           | 27.6 (81.7)                           | 29.9 (85.8)                           | 31.8 (89.2)                           | 31.0 (87.8)                           | 27.1 (80.8)                           | 23.1 (73.6)                           | 17.9 (64.2)                           | 13.9 (57.0)                           | 31.8 (89.2)                           |
| 일평균 최고 기온 °C (°F) | 4.4 (39.9)                            | 4.8 (40.6)                            | 7.1 (44.8)                            | 11.5 (52.7)                           | 14.9 (58.8)                           | 18.0 (64.4)                           | 20.7 (69.3)                           | 19.4 (66.9)                           | 15.9 (60.6)                           | 12.2 (54.0)                           | 8.2 (46.8)                            | 4.9 (40.8)                            | 11.8 (53.3)                           |
| 일일 평균 기온 °C (°F) | 2.2 (36.0)                            | 2.1 (35.8)                            | 3.8 (38.8)                            | 7.4 (45.3)                            | 10.6 (51.1)                           | 13.5 (56.3)                           | 16.4 (61.5)                           | 15.3 (59.5)                           | 12.5 (54.5)                           | 9.1 (48.4)                            | 5.7 (42.3)                            | 2.7 (36.9)                            | 8.4 (47.2)                            |
| 일평균 최저 기온 °C (°F) | 0.1 (32.2)                            | −0.1 (31.8)                           | 1.1 (34.0)                            | 4.0 (39.2)                            | 6.9 (44.4)                            | 9.9 (49.8)                            | 13.2 (55.8)                           | 12.4 (54.3)                           | 9.9 (49.8)                            | 6.5 (43.7)                            | 3.6 (38.5)                            | 0.5 (32.9)                            | 5.7 (42.2)                            |
| 역대 최저 기온 °C (°F) | −16.3 (2.7)                           | −13.4 (7.9)                           | −11.3 (11.7)                          | −0.5 (31.1)                           | −0.1 (31.8)                           | 0.8 (33.4)                            | 2.5 (36.5)                            | 2.5 (36.5)                            | 0.0 (32.0)                            | −5.5 (22.1)                           | −10 (14)                              | −13 (9)                               | −16.3 (2.7)                           |
| 평균 강수량 mm (인치) | 190 (7.5)                             | 152 (6.0)                             | 170 (6.7)                             | 114 (4.5)                             | 106 (4.2)                             | 132 (5.2)                             | 148 (5.8)                             | 190 (7.5)                             | 283 (11.1)                            | 271 (10.7)                            | 259 (10.2)                            | 235 (9.3)                             | 2,250 (88.7)                          |
| 평균 강우일수 (≥ 1 mm) | 20                                    | 15                                    | 17                                    | 13                                    | 14                                    | 11                                    | 15                                    | 17                                    | 20                                    | 22                                    | 17                                    | 21                                    | 202                                   |
| 평균 상대 습도 (%) | 78                                    | 76                                    | 73                                    | 72                                    | 72                                    | 76                                    | 77                                    | 78                                    | 79                                    | 79                                    | 78                                    | 79                                    | 76                                    |
| 평균 월간 일조시간 | 19                                    | 56                                    | 94                                    | 147                                   | 186                                   | 189                                   | 167                                   | 144                                   | 86                                    | 60                                    | 27                                    | 12                                    | 1,187                                 |
| 출처 1: http://sharki.oslo.dnmi.no/pls/portal/BATCH_ORDER.PORTLET_UTIL.Download_BLob?p_BatchId=666089&p_IntervalId=1351224(eklima.no) (high and low temperatures), NOAA (all else, except extremes) |                                       |                                       |                                       |                                       |                                       |                                       |                                       |                                       |                                       |                                       |                                       |                                       |                                       |
| 출처 2: Voodoo Skies for extremes |                                       |                                       |                                       |                                       |                                       |                                       |                                       |                                       |                                       |                                       |                                       |                                       |                                       |

| Brønnøysund (Köppen Cfc), 1960–1990의 기후 | Brønnøysund (Köppen Cfc), 1960–1990의 기후 | Brønnøysund (Köppen Cfc), 1960–1990의 기후 | Brønnøysund (Köppen Cfc), 1960–1990의 기후 | Brønnøysund (Köppen Cfc), 1960–1990의 기후 | Brønnøysund (Köppen Cfc), 1960–1990의 기후 | Brønnøysund (Köppen Cfc), 1960–1990의 기후 | Brønnøysund (Köppen Cfc), 1960–1990의 기후 | Brønnøysund (Köppen Cfc), 1960–1990의 기후 | Brønnøysund (Köppen Cfc), 1960–1990의 기후 | Brønnøysund (Köppen Cfc), 1960–1990의 기후 | Brønnøysund (Köppen Cfc), 1960–1990의 기후 | Brønnøysund (Köppen Cfc), 1960–1990의 기후 | Brønnøysund (Köppen Cfc), 1960–1990의 기후 |
| 월                                         | 1월                                        | 2월                                        | 3월                                        | 4월                                        | 5월                                        | 6월                                        | 7월                                        | 8월                                        | 9월                                        | 10월                                       | 11월                                       | 12월                                       | 연간                                       |
| ------------------------------------------ | ------------------------------------------ | ------------------------------------------ | ------------------------------------------ | ------------------------------------------ | ------------------------------------------ | ------------------------------------------ | ------------------------------------------ | ------------------------------------------ | ------------------------------------------ | ------------------------------------------ | ------------------------------------------ | ------------------------------------------ | ------------------------------------------ |
| 일일 평균 기온 °C (°F)                     | −1.1 (30.0)                                | −0.6 (30.9)                                | 0.9 (33.6)                                 | 3.7 (38.7)                                 | 8.4 (47.1)                                 | 11.2 (52.2)                                | 13.1 (55.6)                                | 13.0 (55.4)                                | 9.8 (49.6)                                 | 6.6 (43.9)                                 | 2.2 (36.0)                                 | −0.1 (31.8)                                | 5.6 (42.1)                                 |
| 평균 강수량 mm (인치)                      | 138 (5.4)                                  | 102 (4.0)                                  | 114 (4.5)                                  | 97 (3.8)                                   | 66 (2.6)                                   | 83 (3.3)                                   | 123 (4.8)                                  | 113 (4.4)                                  | 180 (7.1)                                  | 192 (7.6)                                  | 145 (5.7)                                  | 157 (6.2)                                  | 1,510 (59.4)                               |
| 출처: Meteorologisk Institutt              |                                            |                                            |                                            |                                            |                                            |                                            |                                            |                                            |                                            |                                            |                                            |                                            |                                            |

| Rena-Haugedalen (Köppen Dfc) (1961–1990), Norway의 기후 | Rena-Haugedalen (Köppen Dfc) (1961–1990), Norway의 기후 | Rena-Haugedalen (Köppen Dfc) (1961–1990), Norway의 기후 | Rena-Haugedalen (Köppen Dfc) (1961–1990), Norway의 기후 | Rena-Haugedalen (Köppen Dfc) (1961–1990), Norway의 기후 | Rena-Haugedalen (Köppen Dfc) (1961–1990), Norway의 기후 | Rena-Haugedalen (Köppen Dfc) (1961–1990), Norway의 기후 | Rena-Haugedalen (Köppen Dfc) (1961–1990), Norway의 기후 | Rena-Haugedalen (Köppen Dfc) (1961–1990), Norway의 기후 | Rena-Haugedalen (Köppen Dfc) (1961–1990), Norway의 기후 | Rena-Haugedalen (Köppen Dfc) (1961–1990), Norway의 기후 | Rena-Haugedalen (Köppen Dfc) (1961–1990), Norway의 기후 | Rena-Haugedalen (Köppen Dfc) (1961–1990), Norway의 기후 | Rena-Haugedalen (Köppen Dfc) (1961–1990), Norway의 기후 |
| 월                                                      | 1월                                                     | 2월                                                     | 3월                                                     | 4월                                                     | 5월                                                     | 6월                                                     | 7월                                                     | 8월                                                     | 9월                                                     | 10월                                                    | 11월                                                    | 12월                                                    | 연간                                                    |
| ------------------------------------------------------- | ------------------------------------------------------- | ------------------------------------------------------- | ------------------------------------------------------- | ------------------------------------------------------- | ------------------------------------------------------- | ------------------------------------------------------- | ------------------------------------------------------- | ------------------------------------------------------- | ------------------------------------------------------- | ------------------------------------------------------- | ------------------------------------------------------- | ------------------------------------------------------- | ------------------------------------------------------- |
| 일평균 최고 기온 °C (°F)                                | −7.1 (19.2)                                             | −4.4 (24.1)                                             | 2.4 (36.3)                                              | 7.8 (46.0)                                              | 15.2 (59.4)                                             | 20.2 (68.4)                                             | 20.9 (69.6)                                             | 18.9 (66.0)                                             | 13.3 (55.9)                                             | 6.6 (43.9)                                              | −1 (30)                                                 | −5.7 (21.7)                                             | 7.3 (45.0)                                              |
| 일일 평균 기온 °C (°F)                                  | −11.2 (11.8)                                            | −9.6 (14.7)                                             | −3.7 (25.3)                                             | 1.7 (35.1)                                              | 8.2 (46.8)                                              | 13.2 (55.8)                                             | 14.4 (57.9)                                             | 12.5 (54.5)                                             | 7.7 (45.9)                                              | 2.9 (37.2)                                              | −4.3 (24.3)                                             | −9.3 (15.3)                                             | 1.9 (35.4)                                              |
| 일평균 최저 기온 °C (°F)                                | −15.6 (3.9)                                             | −14.6 (5.7)                                             | −9.6 (14.7)                                             | −4 (25)                                                 | 1.0 (33.8)                                              | 5.9 (42.6)                                              | 7.6 (45.7)                                              | 6.3 (43.3)                                              | 2.9 (37.2)                                              | −0.6 (30.9)                                             | −7.7 (18.1)                                             | −13.4 (7.9)                                             | −3.5 (25.7)                                             |
| 평균 강수량 mm (인치)                                   | 50 (2.0)                                                | 38 (1.5)                                                | 40 (1.6)                                                | 42 (1.7)                                                | 62 (2.4)                                                | 78 (3.1)                                                | 90 (3.5)                                                | 79 (3.1)                                                | 85 (3.3)                                                | 80 (3.1)                                                | 67 (2.6)                                                | 55 (2.2)                                                | 766 (30.1)                                              |
| 출처:                                                   |                                                         |                                                         |                                                         |                                                         |                                                         |                                                         |                                                         |                                                         |                                                         |                                                         |                                                         |                                                         |                                                         |

## 역사

### 고대와 중세

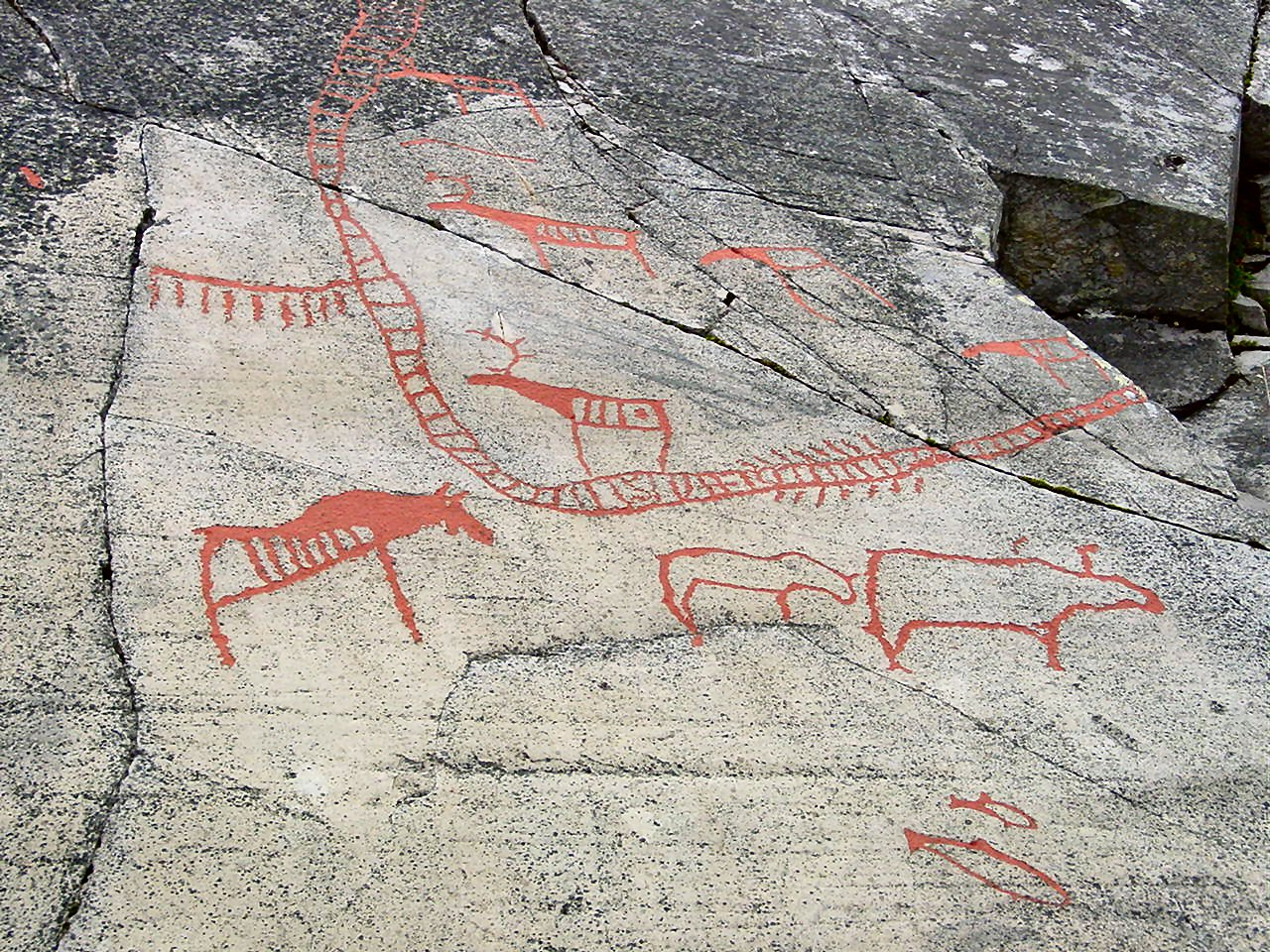
알타의 암각화

현재의 노르웨이 땅에 사람이 거주한 흔적은 스칸디나비아에서 내륙 빙하가 녹기 시작한 선사 시대이다. 1만 년 전 오늘날 노르웨이인들의 조상은 순록을 비롯한 동물들을 사냥하며 북쪽으로 전진했다. 인류 활동의 가장 오래된 증거는 외스트폴주의 남동쪽에 위치한 언덕에서 발견되었다.
9세기에서 11세기까지 노르웨이의 바이킹은 대대적인 해상 원정을 벌였다. 노르웨이인의 후손이 아이슬란드에 뿌리를 내렸고 한때는 지금의 캐나다의 일부까지 이르렀다. 1000년 무렵 바이킹은 그린란드와 미국을 발견하였고, 기독교가 노르웨이에 들어갔다. 노르웨이 농민의 작은 집단이 차차 큰 정치적, 군사적 지역으로 모였다. 1164년 최초의 국왕을 맞이했고, 10세기 초 하랄 1세가 등장하여 국가 통일의 기반을 조성하였다. 1015년 올라프 2세 성왕이 노르웨이 전체를 완전히 통일하고 기독교로 개종시켰다.

### 근세

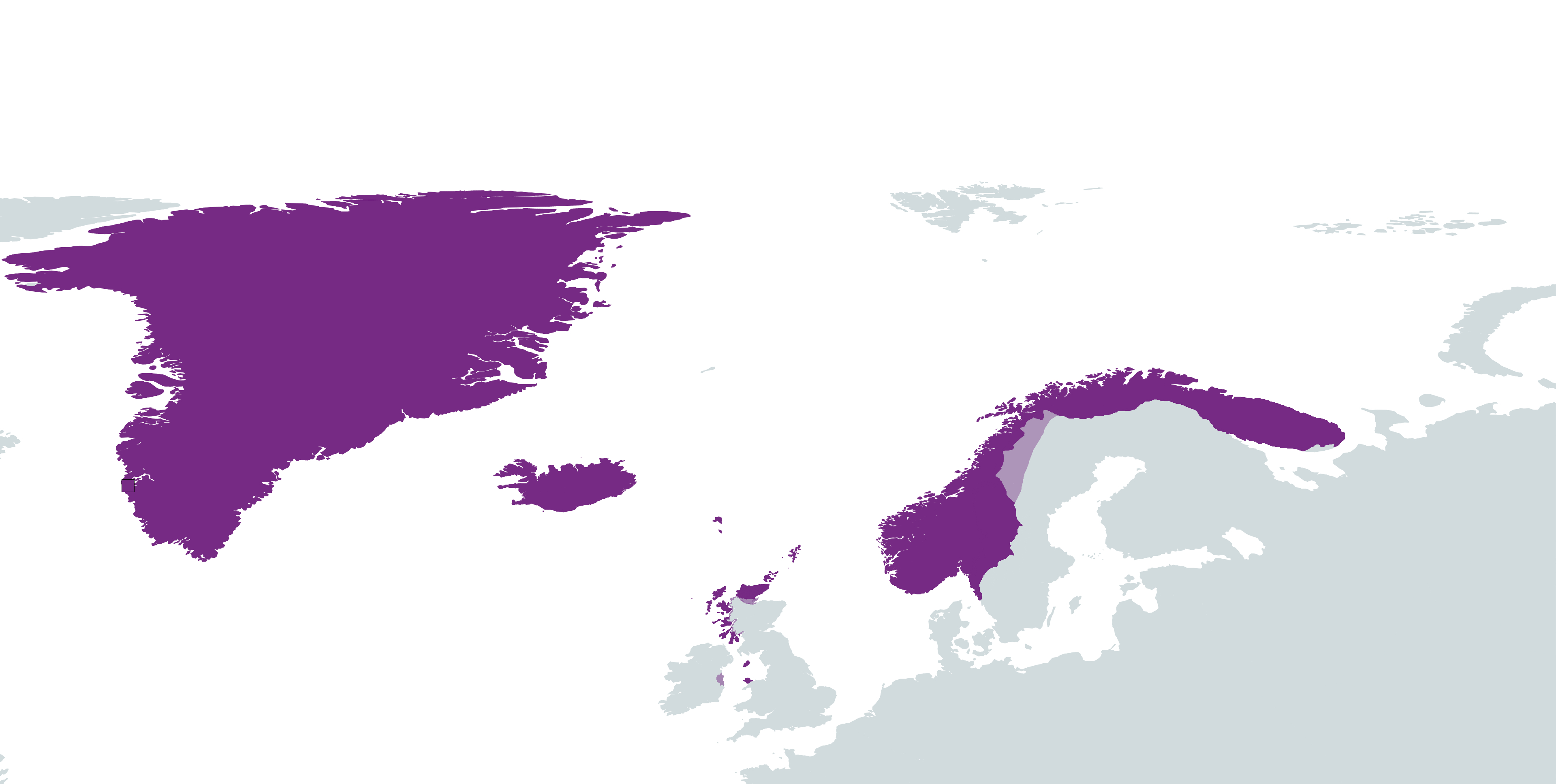
1265년경 노르웨이 왕국의 강역

2세기에 걸친 바이킹의 습격은, 994년 왕이었던 올라프 1세가 기독교를 승인한 이후로 점차 줄어들었다. 13세기, 내전이 끝나고, 노르웨이의 영향력은 브리튼 제도와 아이슬란드, 그린란드까지 뻗어져 나갔다. 12세기에 접어들자 왕위를 둘러싼 내부항쟁이 벌어졌다. 1217∼1263년에는 아이슬란드와 그린란드를 지배하며 노르웨이의 국력은 그 절정에 이르렀다. 
1217년 호콘 4세가 즉위하여 내란을 점차 평정하고 절대 왕정의 기반을 닦았다. 1397년, 노르웨이는 덴마크-노르웨이에 흡수되었고, 이는 4세기 이상 지속되었다. 1397년 포메른의 에리크 3세가 노르웨이 왕으로 즉위함과 동시에 덴마크와 스웨덴의 왕도 겸하였다. 그는 1442년 폐위되었으나 이후로도 오래도록 덴마크 왕의 지배가 계속되었고, 종교 개혁 운동으로 1539년 크리스티안 3세는 노르웨이를 루터교로 개종시켰는데, 현재도 노르웨이 기독교인들의 거의 대부분이 루터교 신자들이다.
15세기부터는 문화적으로도 개화 시대에 접어들었으나 사회적으로는 혼란기에 해당되었다. 스웨덴과 동맹, 한자동맹 상인의 활약에 의한 노르웨이의 경제의 쇠퇴, 덴마크와의 400년 이상에 걸친 동맹 등의 시대가 있었다. 더구나 18세기에서 19세기에 걸친 전란의 시대를 걸쳐서 새로운 시대에 들어갔다. 

### 근현대

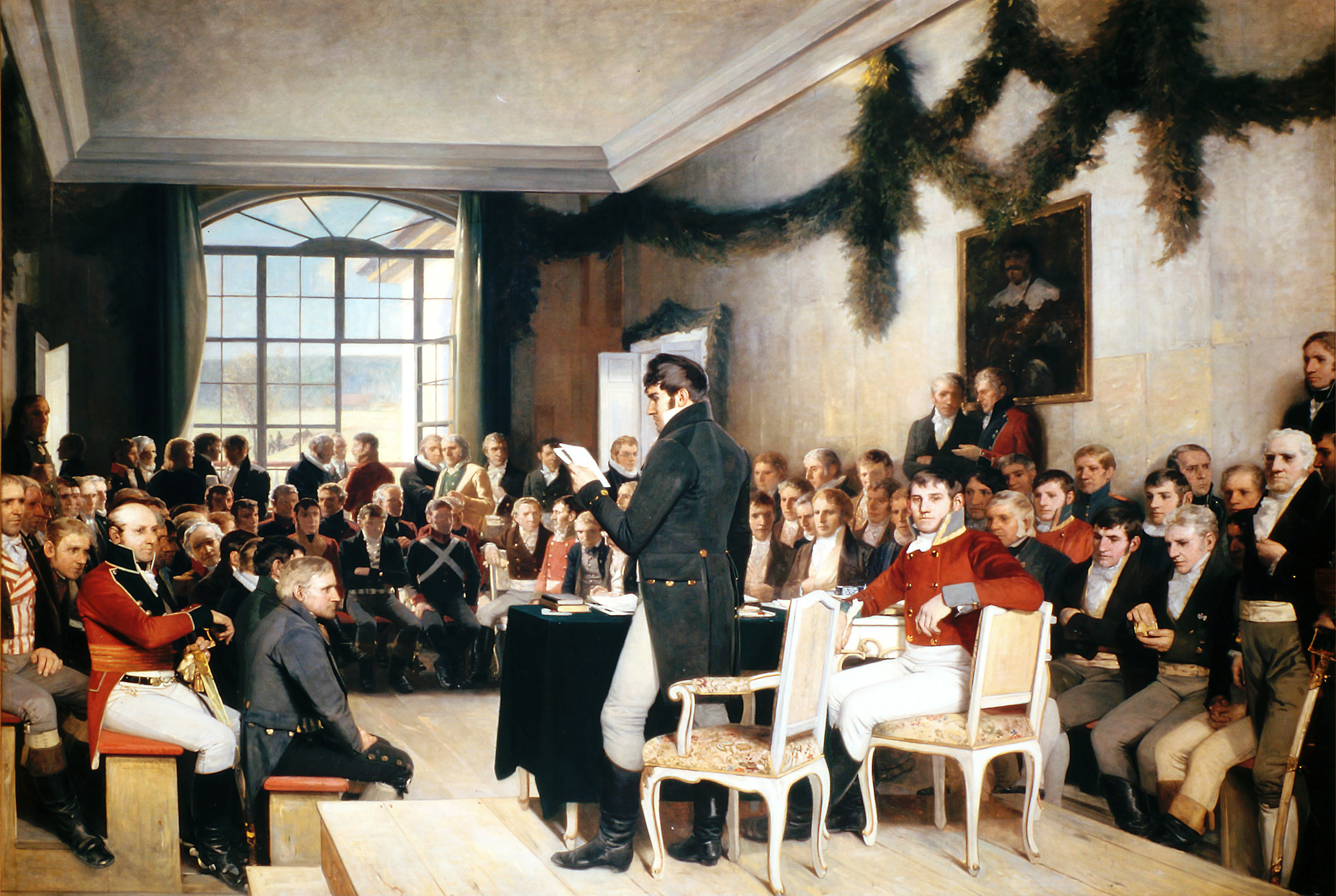
1814년 노르웨이 헌법 반포식

킬 조약에 의해 노르웨이가 덴마크에게 독립한 후인 1814년, 노르웨이인들은 노르웨이가 스웨덴에 할양되는 것에 반대했고, 노르웨이 왕국 (1814년)을 수립하고 새로운 헌법인 노르웨이 헌법을 채택했다. 이러한 노르웨이에 대항하여 스웨덴은 노르웨이와 전쟁을 했고, 결국 노르웨이가 스웨덴-노르웨이 연합에 들어와 스웨덴의 왕이었던 카를 14세를 섬기는 대신, 노르웨이의 독자적인 헌법을 유지시켜 주기로 합의했다. 19세기 내내 일어난 노르웨이의 독립에 대한 움직임은, 결국 1905년 노르웨이의 독립을 일구어 내고, 스웨덴-노르웨이 연합의 종결을 이끌어냈다. 1866년에서 1873년에 이르기까지는 제1기의 대규모 이민 시대로서 미국에 약 10만 명, 그리고 1900년∼1910년 제2기의 대규모 이민 시대로서 20만 명이 바다를 건너갔다. 
비록 제1차 세계 대전 중에 노르웨이는 중립국으로 남았지만, 전쟁 중에 많은 선박들이 파괴되었다. 제2차 세계 대전이 발발했을 때, 노르웨이는 중립을 선언했지만, 그럼에도 불구하고 나치 독일에 의해 5년 동안 점령당했다. 이때 독일에 협조했던 나치인 비드쿤 크비슬링은 전후에 반역죄로 총살당했다. 인류학자 헤이에르달은 노르웨이가 나치독일의 지배를 받을 때에 저항운동을 했다. 기행문 《콘티키》에 따르면 헤이에르달은 자신을 잡으러 온 나치 독일군과 권총으로 총격을 벌이면서 몸을 피했다고 한다.
1949년, 노르웨이는 중립을 끝내고 NATO의 창립멤버가 되었다. 1960년대 후반 인근 바다에서 석유와 천연가스가 발견된 뒤로, 노르웨이의 경제 발전이 가속화되었다. 1972년과 1994년, 유럽 연합 가입 총선거가 치러졌지만, 두 번 모두 가입이 무산되었다.
2011년에는 극우 인종주의자에 의한 2011년 노르웨이 테러가 일어났다. 이 일은 노르웨이 역사상 최악의 사건이라고 한다.

## 정치
1814년 헌법에 의해서 노르웨이의 기초가 섰으며, 입헌군주제를 채택하고 있다. 노르웨이의 국가원수는 노르웨이 국왕이며, 정부수반으로 노르웨이 의회에서 선출되는 총리가 있다. 충실한 사회보장제도는 세계 최고의 수준이다.

### 대외 관계
노르웨이는 스위스, 리히텐슈타인, 아이슬란드와 함께 EFTA의 일원을 이루고 있다. 유럽 연합 (EU)에 참여하고 있지 않지만 솅겐 조약의 서명국으로서 EU 회원국과 여행과 물자의 이동이 자유롭다. 1949년에는 NATO에 가맹하였다.
1959년 대한민국과 수교하였으며 한국 전쟁 때는 유엔군으로 참전하여 야전병원 등의 의료지원을 하였다. 노르웨이는 1988년 하계 올림픽에 참가하였고, 한국은 1994년 동계 올림픽 때 릴레함메르로 선수단을 파견하였다. 2000년 김대중 대통령이 노벨 평화상 수상을 위해 노르웨이를 방문하였다.
노르웨이는 스웨덴과 이웃국으로서 관계가 깊으며, 역사적으로 스웨덴이 노르웨이를 점령해서 반감정이 있기도 하나, 지금은 같은 서방 일원으로서 협력 관계를 유지하고 있다.

## 행정 구역
노르웨이의 행정 구역은 세 단계로 이루어져 있으며, 5개 지역, 23개 주, 356개 기초자치단체(노르웨이어: kommune)로 이루어져 있다.
- 지역으로 나누면 노르노르게, 쇠를란테드, 베스틀란데트, 외스틀란데트, 트뢰닐라그로 이루어져있다.
- 왕국. 노르웨이 본토와 스발바르 제도 및 얀마옌으로 이루어져 있다. 스발바르 제도는 문학 등의 일부 자치권을 가지고 있으며, 얀마옌은 행정 구역상 노를란주에 속한다.
- 2020년 기준 11개 주(노르웨이어: fylke 퓔케[*])가 설치되어 있었으나, 2022년 3개주를 폐지하고 기존 주 가운데 7개주를 재설치하기로 결정했다. 2024년 1월 1일부터 시행되는 노르웨이에는 15주가 있다.

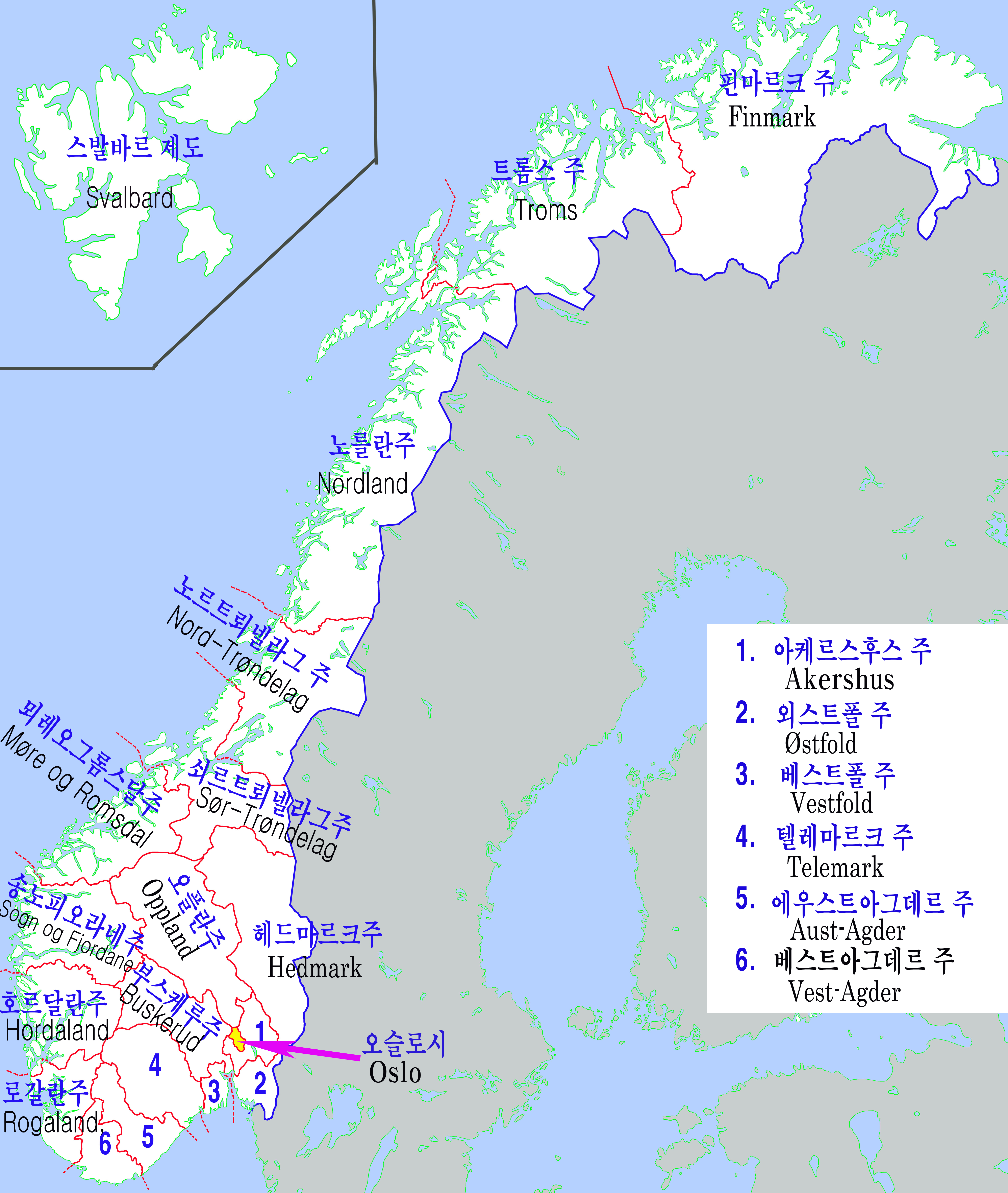
2020년 이전 노르웨이의 주

| 번호 | 주 이름                  | 청사 소재지                        | 최다 인구 지역 |
| ---- | ------------------------ | ---------------------------------- | -------------- |
| 3    | 오슬로                   | -                                  | 오슬로         |
| 11   | 로갈란주                 | 스타방에르                         | 스타방에르     |
| 15   | 뫼레오그롬스달주         | 몰데                               | 올레순         |
| 18   | 노를란주                 | 보되                               | 보되           |
| 30   | 비켄주                   | 오슬로, 드람멘, 사릅스보르그, 모스 | 베룸           |
| 34   | 인란데주                 | 하마르, 릴레함메르                 | 링사케르       |
| 38   | 베스트폴오그텔레마르크주 | 시엔, 퇸스베르그                   | 사네피오르     |
| 42   | 아그데르주               | 크리스티안산, 아렌달               | 크리스티안산   |
| 46   | 베스트란주               | 베르겐, 레이캉에르                 | 베르겐         |
| 50   | 트뢰넬라그주             | 스타인셰르                         | 트론헤임       |
| 54   | 트롬스오그핀마르크주     | 트롬쇠, 바드쇠                     | 트롬쇠         |

## 경제

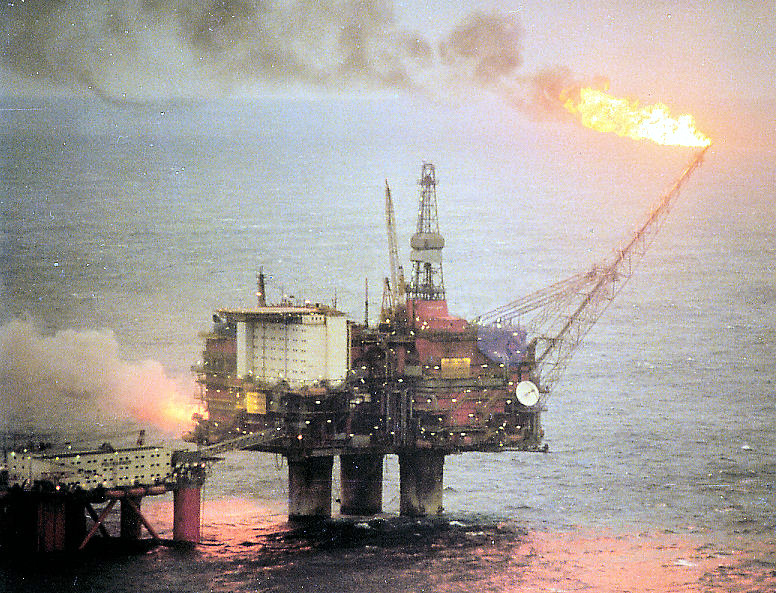
북해 유전

전 국토의 겨우 3% 정도가 농사를 지을 수 있는 땅이며 산업인구의 11.9%가 제1차 산업에 종사하고 있다. 따라서 식량은 자급자족이 어려운 실정이다. 그러나 어업은 활발하여 대구·청어·정어리 등의 어획고는 세계 수위를 다툰다. 이 나라에서 발달한 원양 포경업은 최근에는 쇠퇴해 버렸지만, 북부 뢰딩엔에 포경기지가 있다. 
1971년부터 북해 유전이 개발되어 1975년 산유국 대열에 진입하였으며 수력발전과 어류 및 산림·광물자원이 풍부하다. 이 나라의 생활 수준을 향상시키기 위해서는 외국 무역을 높이는 방법 이외에는 없으며, 현재 세계에서 제7위의 무역액을 보여주고 있다. 노르웨이의 상선보유는 세계 제4위로서 세계 제9위의 해운 수입을 올리고 있어 이 나라의 수입 초과에 대한 큰 뒷받침이 되고 있다.

### 국민소득
노르웨이는 석유가 발견되기 전인 1970년 이전엔 그다지 부유한 나라가 아니었다. 스웨덴이 1960~1970년대에는 노르웨이보다 월등히 부유했으나 이제는 역전되어 스웨덴 크로나가 노르웨이 크로네의 환율에 비해 약 85% 수준이고, 많은 스웨덴 젊은이를 포함한 스웨덴 인들이 노르웨이에 일자리를 찾아 들어오고 있는 실정이다. 2014년 10만 달러까지 치솟았으나, 2015년부터 저유가시대 때문에 떨어졌다. 2016년 기준으로 1인당 국민소득은 약 69,700달러이다.

### 자원
노르웨이의 주 수출품의 45%가 원유와 가스이고, 이것들이 20% 이상의 GDP를 차지한다. 세계 4번째 원유 수출국이자, 세계 3번째 가스 수출국이다. 또한, 노르웨이는 중국에 이어 세계 어획량 2위를 기록하고 있다.
노르웨이는 세계에서 가장 큰 어획량을 가진 나라들 중의 하나이다. 연어와 청어가 가장 많이 잡히는 수산물이다.

### 무역
국민 1인당의 수출입액은 베네룩스 다음가는 세계의 준정상급에 속하고 있다. 국내 교통은 육상, 해상 양면에 있어서 이 나라 지형이 남북으로 길 뿐 아니라 산과 피오르의 장애 때문에 운송에 많은 비용이 들게 된다. 철도(태반이 국영임)의 건설은 의욕적으로 진행되고 있으나 역시 수상 교통의 역할이 크며, 이 나라의 대도시는 항구를 중심으로 발달해 있다. 또 서해안을 따라 북부까지 도시가 있는데, 함메르페스트는 세계에서 가장 북쪽에 있는 도시로서 무역의 중심이며, 특히 어획물의 거래가 성하다. 스웨덴의 키루나 등지에서 나는 철광석은 나르비크항을 통해 수출된다. 나르비크는 1880년대에 철도가 시설된 당시에는 인구가 겨우 50명이었으나, 100여년 동안에 약 19,000명의 도시가 되었다.

## 사회

### 인구
노르웨이 주민은 금발과 파란 눈을 지니며 키가 큰 사람이 많다. 평균 수명은 남자는 73.6세이며, 여자는 80.3세이다. 그리고 랩(Lapp)족은 북부 노르웨이에만 살며 용모, 언어, 문화가 모두 이색적이다. 노르웨이 언어는 다른 스칸디나비아 국가의 언어와 관련이 있다. 지방어에 의해 1850년 새로운 말이 하나 만들어졌는데, 그 이전의 한 공용어와 둘이 현재 쓰이고 있다. 노르웨이 사람의 생활수준은 매우 높으며 주민의 절대다수는 루터교 신자들이다. 노르웨이 인구 수는 2010년 410만 명인데 이보다 많은 수가 미국에 살고 있는데, 미국 내 노르웨이 이민자 인구는 2010년에 470만 명이었다.

### 언어
노르웨이어는 단일한 노르웨이어가 아니라 보크몰과 뉘노르스크라는 저마다의 문어체계를 갖춘 표준어가 둘 있다.(노르웨이어 분쟁)
그리고 오슬로 중심의 동부와 남부는 보크몰(85%)을 베르겐 중심 서부와 북쪽지방의 뉘노르스크(15%)를 사용하며 영어 실력도 비영어권 국가들 중 세계 최상위권으로 불리고 있다.

### 종교
노르웨이는 종교개혁 전통에 따라 루터교 국가였다. 2016년 12월 31일까지는 노르웨이의 국교는 루터교였으나, 국교법 개정에 따라 2017년 1월 1일부터 루터교는 국교의 지위를 완전히 상실한다. 2016년 12월 31일까지는 루터교 의식(Ritual)에 따라 교회에서 왕의 즉위식부터 세례, 결혼, 장례 등이 다 행해졌다. 개신교 국가이지만 이슬람, 불교, 로마 가톨릭 등의 종교가 다 보장된다. 부활절, 성령강림주일과 성탄절처럼 기독교 교회력에 나오는 절기들은 공휴일로 인정된다.
2011년 기준으로 종교 분포는 다음과 같다.
- 전체: 4,920,305명 (100%)
  - 기독교: 명 (83.6%)
    - 루터교: 3,911,622명 (79.4%)

  - 비기독교: 133,219명 (2.7%)
    - 이슬람교: 106,735명 (2.1%)

  - 그 밖의 종교: 1,188명 (0.02%)
  - 무교이거나 잘 알 수 없음: 671,411명 (13.6%)
  - 인문주의: 84,481명 (1.7%)

## 문화

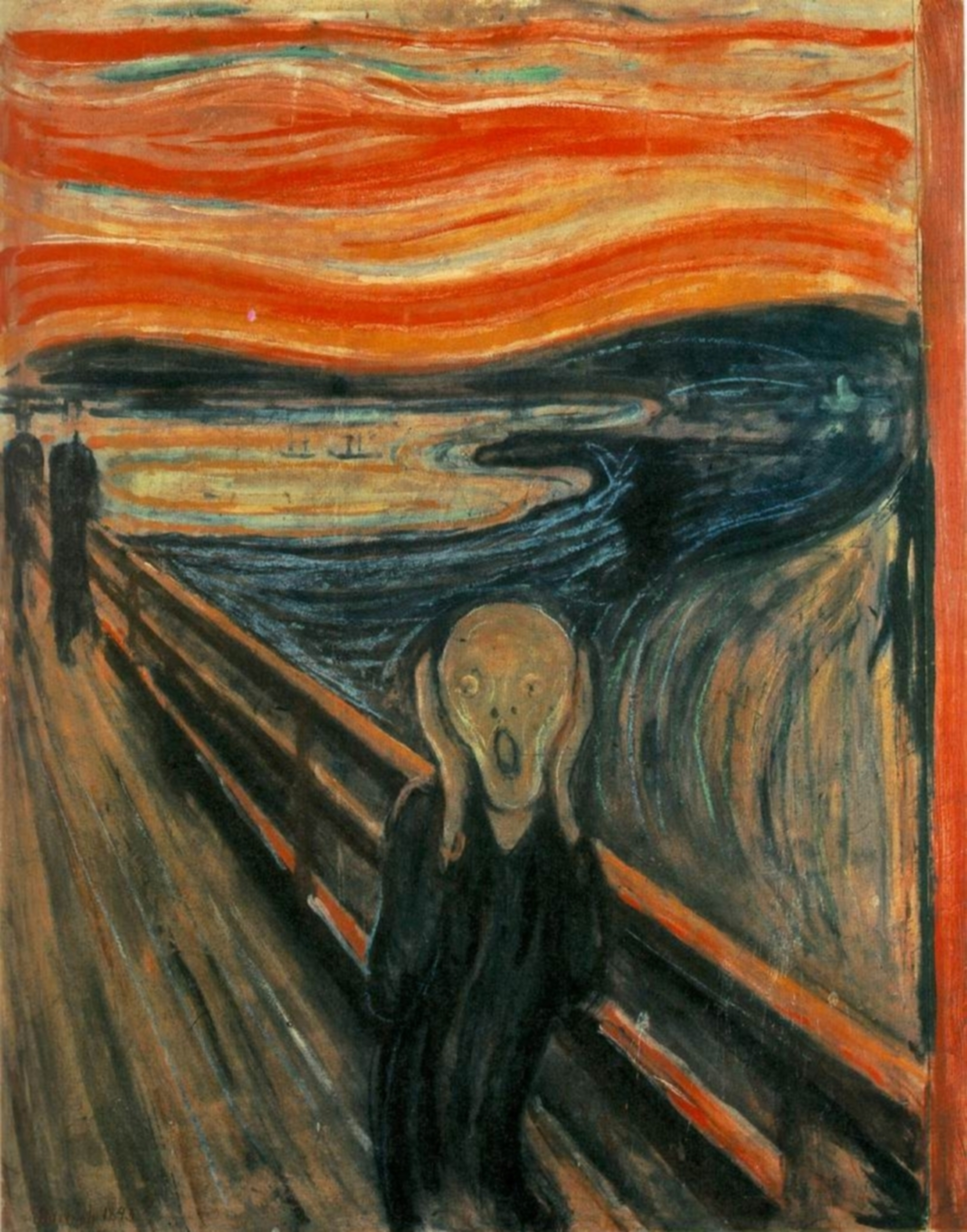
에드바르 뭉크의 〈절규〉(1893년)

노르웨이에는 유명한 동화작가들이 많은데 대표적으로 노르웨이 민담집을 만든 페테르 크리스텐 아스비에른센과 예르겐 모에가 있다. 또한 《인형의 집》을 쓴 극작가 헨리크 입센도 알려져 있으며 우리에게 "호호 아줌마"의 원작가로 알려진 동화작가 알프 프뢰위센도 노르웨이 출신의 작가이다.
유명한 음악가로는 대표적인 낭만주의 작곡가이자 피아노 연주자인 에드바르 그리그가 있으며 1980년대 세계적인 영향력을 가졌던 신스팝 밴드 아하도 노르웨이 출신이다. 또한 세계적인 DJ 앨런 워커도 노르웨이 출신이다.
노르웨이 출신 유명한 화가로는 후기 인상파 화가이자 "절규"로 잘 알려진 에드바르 뭉크가 있으며 노르웨이 내에서 유명한 화가로는 테오도르 키텔센이 있다.
탐험가 프리티오프 난센과 로알 아문센(최초로 남극점 달성한 업적이 있음)도 노르웨이인이다.

### 음악
낭만주의 시대의 작곡가인 에드바르 그리그, 요한 스벤젠 등이 노르웨이 출신이다. 또한 20세기 유명 소프라노 가수인 키르스텐 플라그스타드도 노르웨이 출신이다.
헤비 메탈의 하위 장르인 블랙 메탈이 1990년대 노르웨이에서 크게 발전했다. 초기 블랙 메탈을 이끈 밴드로는 엠페러, 다크스론, 고르고로스, 메이헴, 버줌 등이 있으며 당시 블랙 메탈과 관련된 교회 방화나 살인 사건 등으로 사회적으로 크게 논란이 되었다. 현재 인슬레이브드, 딤무 보거 등은 블랙 메탈을 새로운 형태로 발전시킨 밴드로 인기를 얻고 있다.

## 참고 자료
1. ↑  “Arealstatistics for Norway 2020” (노르웨이어). Kartverket, mapping directory for Norway. 2019년 12월 20일. 2020년 3월 11일에 확인함.
2. ↑  “Population, 2025-01-01” (영어). Statistics Norway. 2025년 2월 25일. 2025년 2월 26일에 확인함.
3. 1 2 3 4  “World Economic Outlook Database, April 2025” (영어).
4. ↑  “Human Development Report 2025” (PDF) (영어). 유엔 개발 계획. 2025년 5월 6일. 2025년 5월 6일에 원본 문서 (PDF)에서 보존된 문서. 2025년 5월 6일에 확인함.
5. ↑  2021
6. ↑  Arealstatistics for Norway 2019, Kartverket, mapping directory for Norway Accessdate=2019-03-23
7. ↑  (http://www.nbim.no/en/Investments/Market-Value/ 보관됨 2012-04-19 - 웨이백 머신 Market value), 2012년 5월 15일 기사, NBMIM
8. ↑  국가간 비교 :: CURRENT ACCOUNT BALANCE 보관됨 2010-06-02 - 웨이백 머신, CIA World Fact Book, 2011년 기준
9. ↑  Norway's GDP overtook Sweden's during Q1 -report 보관됨 2012-07-17 - archive.today, 《로이터》, 2009년 2월 26일자
10. ↑  “보관된 사본”. 2012년 11월 2일에 원본 문서에서 보존된 문서. 2012년 5월 10일에 확인함.
11. ↑  “보관된 사본”. 2010년 9월 13일에 원본 문서에서 보존된 문서. 2012년 5월 10일에 확인함.
12. ↑  《글로벌 세계 대백과사전》〈노르웨이의 자연〉
13. ↑  《글로벌 세계 대백과사전》〈피오르드 협만〉
14. ↑  《글로벌 세계 대백과사전》〈노르웨이의 기후〉
15. 1 2  “Normaler for Brønnøy”. met.no. 2012년 7월 16일에 원본 문서에서 보존된 문서. 2011년 11월 7일에 확인함.
16. ↑  “World Weather Information Service – Bergen”. World Meteorological Organization. 2020년 4월 30일에 원본 문서에서 보존된 문서. 2013년 10월 27일에 확인함.
17. ↑  “BERGEN – FLORIDA Climate Normals: Temperature 2005–2014, all other data 1961–1990.”. National Oceanic and Atmospheric Administration. 2014년 3월 16일에 확인함.
18. ↑  “Google Domains Hosted Site”. 2016년 11월 1일에 원본 문서에서 보존된 문서.
19. ↑  “Norwegian Met. Institute”. 2016년 11월 19일에 원본 문서에서 보존된 문서.
20. 1 2  《글로벌 세계 대백과사전》〈노르웨이의 역사·주민〉
21. 1 2  《글로벌 세계 대백과사전》〈노르웨이의 정치〉
22. ↑  《글로벌 세계 대백과사전》〈노르웨이의 산업·무역〉
23. ↑  《글로벌 세계 대백과사전》〈노르웨이의 교통·도시〉
24. ↑  “Statistics Norway – Church of Norway and other religious and philosophical communities” (노르웨이어). ssb.no. 2011년 12월 9일에 확인함.